# 荒野のおおかみ

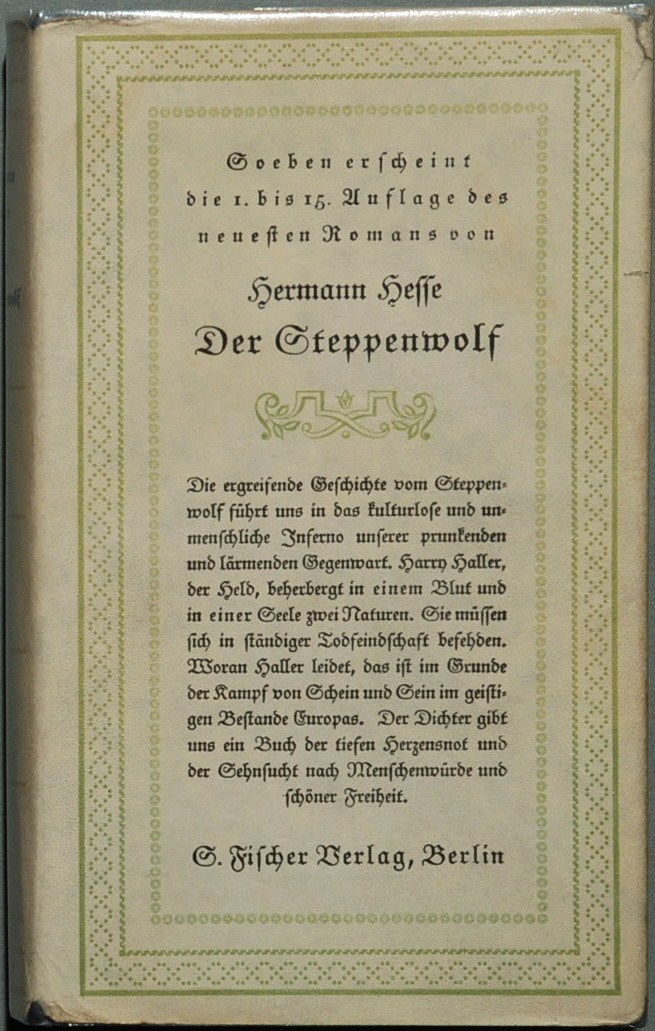

『荒野のおおかみ』（こうやのおおかみ、Der Steppenwolf）は、ヘルマン・ヘッセの長編小説。1927年に発表。ヘッセが第一次世界大戦の後再び戦争に向かおうとする社会状況や、急速に発達する文明に翻弄され自らや社会に対して無反省に日々の生活を送っている同時代の人々に対して強烈に批判したアウトサイダー的作品と思われがちだが、人生を永続する一つのものと解釈する絶望的病理に対して、人格の再形成を心理学的知見から試みた作品である。

## 概要
この作品の主人公ハリー・ハラーと、作者のヘルマン・ヘッセのアルファベットの頭文字は、同じH・Hとなる。さらに、この作品の最重要登場人物であるヘルミーネは、ヘルマンの女性形であることから、作者の内面を重ね合わせ、自己を分析し、新しい道を切り開くきっかけであったと評されている。
また、この作品は、出版直後から激しく論議され、特に1960年代頃に現れたヒッピーたちに大きな影響を与えた。カナダで結成されたロックバンドステッペンウルフのバンド名は、この小説に由来する。
ヘッセ自身は「アメリカで、この本の意味を理解している人間が３人でもいるか疑問だ」と述べており、大変危惧していた。

## あらすじ
主人公ハリー・ハラーは、市民的な平凡な毎日を繰り返し過ごす生活に対して疑問を持っていた。そして、彼は、そのような生活から逃げようとする孤独なアウトサイダーだった。
市民的な生活に馴染もうとする自分と、その生活を破壊しようとするおおかみ的な自分。二つの魂を持つハリーは、自殺を一つの逃げ道として捉え、それによって、かろうじて精神の均衡を保ち、自分のことを「荒野のおおかみ」だと考えていた。
ある日、友人の教授が、家の夕食に招いてくれた。そこで、彼は、市民的に洗練されたゲーテの肖像画や自分の主張した反戦論をこき下ろす新聞記事を目にしてしまう。そのせいで、彼は、生きる希望を無くし、街を彷徨い歩く。しかし、ハリーは、たまたま入った居酒屋で、ヘルミーネという少女と出逢う。それは、彼女が、少年時代にハリーの友人であったヘルマンと似ていたからであった。ヘルミーネの存在によって、ハリーは、再び生きる希望を取り戻そうとする。そして、ヘルミーネは、ハリーが軽蔑しているジャズのダンスを教えこもうとするが……。

## 邦訳
- 荒野の狼　手塚富雄訳　三笠書房、1940　のち角川文庫
- 荒野の狼　芳賀檀訳　人文書院、1951
- 荒野のオオカミ　高橋健二訳　ヘッセ全集　新潮社、1958　のち文庫「荒野のおおかみ」
- 荒野の狼　永野藤夫訳　講談社文庫、1972
- 荒野の狼について　日本ヘルマン・ヘッセ友の会・研究会 編訳　ヘッセ全集　臨川書店、2005